# Marc Eckō's Getting Up: Contents Under Pressure
Marc Eckō's Getting Up: Contents Under Pressure (también conocido solo como Getting Up) es un videojuego de acción de la compañía Atari creado el 2006.
En este videojuego, Trane (el protagonista), buscará convertirse en una leyenda del grafiti creando toda clase de ellos desde "Tags" con plumones hasta murales completos en lugares inimaginables.

## Argumento
En un futuro donde en la ciudad distópica de New Radius la libertad de expresión fue prohibida por un gobierno tiránico de corte Orwelliano, hallamos a Trane, un joven grafitero que solo quiere ser conocido, pero los agentes del CCK (la policía de New Radius) intentarán impedírselo.
Trane, a lo largo de la trama, descubre que el grafiti es algo más que solo ser famoso; al principio solo es un grafitero sin importancia, pero irá ganando respeto entre las pandillas y conociendo nuevos amigos, quien serán su grupo: SFC (Still Free Crew). Además, en el transcurso en el juego va conociendo leyendas del grafiti como Sane Smith, Seen, T Kid, entre otros.
Después de acabar con Varn, el líder de una pandilla; Trane descubre que Dip, miembro de la banda VaNR (Vandals of New Radius) estuvo pisándole piezas (pintando sobre sus grafitis, tapándolos), por lo que deberá cruzar todo el metro en busca de Dip.
Cuando Dip es derrotado, aparece el antagonista, Gabe. Líder de los VaNR, siente envidia de Trane pero antes de que lograran pelear, un individuo llamado Decoy llega para alejarlos y calmarlos, evitándose la escaramuza. 
Posteriormente Trane llega a la guarida de Gabe para hacer algunos murales, pero se encuentra y pelea con el matón de Gabe, quien pierde. Aun así Trane termina malherido. Luego de esto, Trane decide pintar un vagón de monorraíl completo, pero una reportera y su camarógrafo logran ver el vagón y Trane es filmado, llevándole a tener mala fama entre el CCK e incluso con el autoritario alcalde de New Radius, Sung. Por ello, será perseguido por las autoridades.
Mientras Trane escapa, se encuentra con Gabe, pero antes de empezar una pelea física Decoy decide que se enfrenten en peculiar duelo en cual el vencedor se declarará por quien termine un mural primero.
Trane gana y Gabe se da cuenta de su equivocación por lo que decide hacerse amigo de Trane. Decoy le dice posteriormente a ambos que el CCK tiene informes sobre ellos y también les revela que el conoció al difunto padre de Trane y que este fue asesinado por órdenes del alcalde Sung. Además, explica que él es el autor de una fecha muy recurrente en el videojuego: 9/06, que resulta ser la fecha de la muerte del padre de Trane. Debido a su conocimiento de estos hechos, Decoy se esconde del CCK pues le buscan para evitar que destape el crimen del alcalde.
Por ello, Trane y Gabe van a sustraer los informes del CCK, pero a Gabe lo capturan y le fuerzan a confesar dónde se oculta Decoy. Posteriormente, Gabe; humillado, se oculta de Trane, pero este logra encontrarlo y a golpes sacarle la verdad, y cuando va a ver a Decoy lo encuentra herido de muerte.
Decoy con su último aliento le dice a Trane cómo murió su padre y que Sung lo está buscando. Trane se da cuenta de todo en ese momento y de que él será el sucesor en al difusión del número 9/06 con el cual llenara las calles. Es entonces cuando se da cuenta de que el grafiti es algo más que ser conocido. 
Luego, se sube a un dirigible en el cual se prepara la Nochevieja. En él, el alcalde Sung pronuncia un discurso, pero Trane lo desordenará un poco; luego subirá a la parte superior del aerostato en el cual verá a la persona quien mató a Decoy y a su padre (es una mujer contratada por Sung) y ahí empieza la pelea final; donde Trane logra derribarla del dirigible pero los del CCK lo acorralan, y él se lanza a un edificio cercano. Luego, una periodista explica el significado de la fecha "9/06" en su programa de noticias tras recibir la información desde Trane, causando la renuncia del alcalde Sung. Al final, se ve a Trane pintando una cámara de seguridad al lado de donde esta el edificio en el cual se enfoca al alcalde Sung. Antes de terminar la última escena, aparece la leyenda "FIN" con la firma de Trane y un signo de interrogación.

## Sistema de juego
El juego ha sido apadrinado por el diseñador de moda Marc Ecko, que refleja todos los aspectos de este arte urbano. En Getting Up nos abriremos paso entre las calles de New Radius, pintando sus paredes, estaciones de metro... y "pisando" las piezas de otros graffiteros, creando murales, pintando un vagón completo etc. Haciendo esto, las bandas callejeras y las corruptas autoridades harán lo que sea por detener a Trane.
En el juego hay momentos en el que predominan las peleas, en los que podremos un sistema de combate que permite realizar todo tipo de combos y presas, usar armas improvisadas (entre ellas a desbloquear puntos de bonificación tendremos combos especiales, nuevos ataques y ataques con sprays, rodillos, entre otras más), esquivar, etc.
También hay momentos de plataformas, debido a que, para realizar algunos grafitis, Trane debe escalar y saltar para llegar a una determinada zona.
Getting Up ofrece una ciudad sólida y llena de detalle. La calidad de los modelos y las animaciones también está a un gran nivel para la época. La ambientación callejera es uno de los puntos fuertes de este título.
Otro elemento a destacar es el doblaje de Jota Mayúscula, un DJ de rap en castellano, que presta su voz a Trane
```
9/06 He Knows
```

Esta fecha es muy usada en el juego (al principio parece inexplicable pero luego se convertirá en algo que tomarás en cuenta). Esa fecha es cuando se cometieron varios asesinatos ejecutados por el alcalde de New Radius, Miguel Sung, para ascender a la alcaldía. En dichos asesinatos, Sung ordena eliminar a la competencia y para no ensuciarse las manos, contrata al padre de Trane para que los cometa. A cambio de los crímenes, Sung había prometido al padre de Trane darle la libertad, ya que este estaba en la cárcel por hurtos cometidos con el objetivo de dar de comer a su familia. Cuando este acaba los asesinatos, Sung se deshace de él, ignorando por completo su promesa. Decoy se hizo amigo del padre de Trane en la cárcel y descubre el asunto, pasando a divulgar la fecha 9/06 al salir del penal, por lo que Sung quiere deshacerse de él. Un día, Decoy ve a Trane en Pool Yard y desde ese momento sabe que es el hijo de su amigo, y por ello, antes de morir, Decoy le cuenta todo a Trane y este empieza a pintar por las calles lo que sucedió en forma de protesta. Por ejemplo: "GUILTY 9/06" (CULPABLE 9/06) o pintando su cara y el número en la cabeza de Sung o las palabras "HE KNOWS"(ÉL LO SABE) al lado.

## Banda sonora
Estas son algunas de las canciones que aparecen en el juego.
- Dj Nature - "Bomba's Theme featuring Velcro and Tek-One" , "Bomba's Theme Instrumental" y "Dulces Theme featuring Velcro and Tek-One"
- Talib Kweli y Rakim - "Getting Up Anthem: Part 1"
- Notorious B.I.G. - "Who Shot Ya?" (Remix de Serj del grupo System of a Down)
- Pack FM - "Clik, Clak, and Spray"
- Pharoahe Monch - "Book of Judges"
- Fort Minor - "There They Go"
- Mobb Deep - "Shook Ones Part 2" y "Survival of the Fittest"
- Big Mama Thornton - "I Smell a Rat"
- Jane's Addiction - "Mountain Song"
- Roots Manuva - "Too Cold", "Chin High" y "Chin High Megamix" (Remix de Roots Manuva)
- Sixtoo - "Boxcutter Emporium"
- DJ Vadim - "Aural Prostitution"
- Liquid Liquid - "Cavern"
- Bohannon - "Save Their Souls"
- Glen Brown y King Tubby - "Version 78 Style"
- Eddie Kendricks - "My People Hold On"
- Grand Wizard Theodore - "Subway Theme"
- Bloc Party - "Helicopter"
- Polyrhythm Addicts - "Motion 2000"
- Del tha Funkee Homosapien - "Catch a Bad One"
- Eric B and Rakim - "Follow the Leader"
- Nina Simone - "Sinnerman"
- Rhymefest - "Wanted"
- Thomas Rusiak - "Throne of Redemption"
- Kasabian - "Club Foot"
- RJD2 - "Welcome To New Radius", "Vandal Squad! Laylo Mix", "Opening Scene", "C.C.K. Turf", "Still Free Crew", "VaNR Turf" y "Hello My Name Is Mr. 9_06"

- Datos: Q2367309